# Мухамитдянов, Минкасим Низамутдинович
Минкасим Низамутдинович Мухамитдянов (1918 — 22 марта 1998) — старший сержант Советской армии, участник Великой Отечественной войны и полный кавалер ордена Славы.

## Биография

### До призыва в Красную армию
Минкасим Мухамитдянов родился в 1918 году в селе Куртинка (ныне село не существует, а территория, на которой оно находилось, входит в состав Большемуртинского района Красноярского края) в крестьянской татарской семье, в которой было 13 детей. Из-за тяжелого материального положения семьи Минкасим окончил всего два класса школы, после чего начал работать в хозяйстве своих родителей. Когда ему было 15 лет, его родители умерли, он остался круглым сиротой. Устроился работать на лесопильный завод в селе Малаково, а в 1935 году был завербован на золотые прииски, где работал кузнецом, забойщиком, откатчиком и плотником.
После начала Великой Отечественной войны Минкасим Мухамитдянов был призван в рабочий строительный батальон, в составе этого батальона более года строил оборонительные укрепления.

### В Красной армии
В Красной армии с января 1943 года, в боях Великой Отечественной войны начал принимать участие с марта 1943 года (по другим данным — с августа 1942 года или с апреля 1943 года). Был пулемётчиком. Принимал участие в Курской битве, Кировоградской и Уманско-Ботошанской наступательных операциях. Был дважды ранен (3 августа 1943 года и 6 января 1944 года). После излечения от второго ранения служил минометчиком.
Принял участие в Львовско-Сандомирской наступательной операции. 4 августа 1944 года, отражая вместе с бойцами своего расчёта контратаку врага во время боя за железнодорожную станцию Падев (ныне Подкарпатское воеводство, Польша), уничтожил две вражеские огневые точки и 10 немецких солдат. Приказом от 19 августа 1944 года по войскам 97-й стрелковой дивизии младший сержант Мухамитдянов был награждён орденом Славы 3-й степени.
Участвовал в Висло-Одерской операции. Расчёт под командованием Мухамитдянова был одним из первых, форсировавших Одер, затем участвовал в боях за расширение плацдарма, а в период с 26 января по 2 февраля 1945 года участвовал в отражении пяти вражеских контратак. За это время им было уничтожено 10 огневых точек противника, три наблюдательных пункта и 18 вражеских солдат. Приказом от 27 апреля 1945 года по войскам 5-й гвардейской армии гвардии сержант Мухамитдянов был награждён орденом Славы 2-й степени.
Принимал участие в Берлинской наступательной операции. 19 апреля 1945 года во время форсирования реки Шпрее близ населённого пункта Шпревитц (Германия), командуя минометным расчётом, Минкасим Мухамитдянов уничтожил две огневые точки врага и шесть вражеских солдат. Указом Президиума Верховного Совета СССР от 15 мая 1946 года гвардии сержант Минкасим Низамутдинович Михамитдянов был награждён орденом Славы 1-й степени, став полным кавалером ордена Славы.
С лета 1945 года Минкасим Низамутдинович служил в составе частей Центральной группы войск на территории Австрии. Демобилизовался в 1946 году в звании гвардии старшего сержанта.

### Послевоенная жизнь
После демобилизации жил в Новокузнецке (Кемеровская область). В 1952 году устроился работать столяром в вагонное депо на станции Новокузнецк-Сортировочный, на этом месте работы им были освоены специальности газосварщика и водителя электрокара. Минаксим Мухмитдянов за доблестный труд был многократно поощрён. В 1978 году вышел на пенсию. Минкасим Низамутдинович скончался 22 марта 1998 года и был похоронен на Редаковском кладбище Новокузнецка.
На здании вагонного депо Новокузнецк-Сортировочный в его честь была установлена мемориальная доска.

## Награды
Минкасим Низамутдинович Мухамитдянов был награждён следующими наградами:
- Орден Отечественной войны I степени (11 марта 1985)[1];
- Орден Славы I степени (15 мая 1946 — № 1570);
- Орден Славы II степени (27 апреля 1945 — № 46611)[2];
- Орден Славы III степени (19 августа 1944 — № 215055);
- Медаль «За взятие Берлина» ( 1945)
- Медаль «За освобождение Праги» ( 1945)
- Медаль «За победу над Германией в Великой Отечественной войне 1941—1945 гг.»;
- Медаль «Двадцать лет победы в Великой Отечественной войне 1941—1945 гг.»;
- Медаль «Тридцать лет Победы в Великой Отечественной войне 1941—1945 гг.»;
- Медаль «Сорок лет Победы в Великой Отечественной войне 1941—1945 гг.»;
- Медаль «50 лет Вооружённых Сил СССР»;
- Медаль «60 лет Вооружённых Сил СССР»;
- Медаль «70 лет Вооружённых Сил СССР»;
- Медаль «Ветеран труда»;
- Знак Почётный железнодорожник (1968).

## Комментарии
1. ↑  Так же встречаются следующие варианты написание имени:  Мухамитдянов Незамутдинович Минкасим[1], Мухамерзянов Минкасс[2].